# Toccoa
Toccoa is een plaats (city) in de Amerikaanse staat Georgia, en valt bestuurlijk gezien onder Stephens County.

## Demografie
Bij de volkstelling in 2000 werd het aantal inwoners vastgesteld op 9323.
In 2006 is het aantal inwoners door het United States Census Bureau geschat op 9069, een daling van 254 (-2.7%).

## Geografie
Volgens het United States Census Bureau beslaat de plaats een oppervlakte van
21,6 km², waarvan 21,5 km² land en 0,1 km² water. Toccoa ligt op ongeveer 268 m boven zeeniveau.

## In of nabij Toccoa geboren
- Ramblin' Tommy Scott (1917-2013), musicus en entertainer
- DeForest Kelley (1920-1999), acteur

## Plaatsen in de nabije omgeving
De onderstaande figuur toont nabijgelegen plaatsen in een straal van 24 km rond Toccoa.